# دانشگاه بین‌المللی ماهاریشی
دانشگاه بین‌المللی ماهاریشی (انگلیسی: Maharishi International University) دانشگاه خصوصی آمریکایی است، که در سال ۱۹۷۱ توسط ماهاریشی ماهش یوگی تأسیس شد.